# Fagundes Varela (Rio Grande do Sul)
Fagundes Varela é um município brasileiro do estado do Rio Grande do Sul. Tem uma população estimada de 2.750 pessoas (IBGE/2021).

## História
A ocupação das terras do atual município de Fagundes Varela teve início com a criação da Colônia Alfredo Chaves, a partir do ano de 1884. Os primeiros habitantes da região foram os italianos, que chegaram por volta do ano de 1888. Alguns anos após vieram os poloneses e os alemães. 
O primitivo nome do povoado foi Centro, em referência ao lote rural n° 100, onde foi erguida em 1891, pelos imigrantes italianos, a capela de Santo Antônio de Pádua, localizado na linha segunda. Segunda, em referência a Linha Segunda, estrada que dava acesso à localidade, cuja entrada era no povoado de Barro Preto. Segundo a história, aconteceu nos primórdios da vida local que um tropeiro, que por ali passou, atolou uma mula em banhado, onde havia barro escuro, de onde surgiu o nome em referência ao barro preto.
Em 1904, o Intendente de Alfredo Chaves, Pelegrino Guzzo, alterou a denominação de Segunda do Barro Preto para Bela Vista. Em 1924, foram iniciados os trabalhos de construção de uma gruta em homenagem a Nossa Senhora de Lourdes, que foi inaugurada em 29 de maio de 1926 e que até hoje ainda existe, sendo, inclusive, o principal ponto turístico da comunidade. 
O Distrito foi criado com a denominação de Bela Vista, por Ato Municipal nº 9, de 12-06-1905, subordinado ao município de Alfredo Chaves. Pelo Decreto Estadual nº 7.199, de 31-03-1938, tem seu nome alterado para a denominação de Fagundes Varela, em homenagem ao poeta brasileiro Luiz Nicolau de Fagundes Varella.
Elevado à categoria de município com a denominação de Fagundes Varela, pela Lei Estadual nº 8.460, de 08-12-1987, alterada em seus limites pela Lei Estadual nº 9.035, de 08-02-1990, desmembrado de Veranópolis. 

## Geografia
Está localizado na Serra Gaúcha, a 180 km da capital, Porto Alegre. Possui área territorial de 134,295 km² (2020), situado a uma altitude de 610 m. Sua população estimada em 2021 foi de 2.750 habitantes.

## Cidades-irmãs
- Caneva, Pordenone, Itália [5]